# Cindy-Lu Bailey
Cindy-Lu Bailey, née Fitzpatrick le 8 mars 1965 à Liverpool au Australie, est une nageuse sourde australienne. Elle est la sportive la plus médaillée des Deaflympics avec ses 29 médailles dont 19 en or.

## Biographie
Pendant les cours de natation par l'école, un entraîneur l'a remarqué et il demandé à la mère de Cindy de faire un essai. Puis elle s'engage avec le club Cabramatta NSW. Elle a participé aux Deaflympics en 1977 à l'âge de douze ans et elle a remporté une médaille en bronze.
Elle a participé aux Jeux du Commonwealth de 1982 et 1986; et Championnats pan-pacifiques de 1985 où elle fait la connaissance avec Nicole Livingstone.
Cindy est la porteuse de flamme aux Deaflympics d'été de 2005, à Melbourne.
Elle travaille maintenant à l'Université de Newcastle à Newcastle en tant que professeur Auslan, ainsi que d'un directeur technique de la natation pour le Comité International des Sports des Sourds.
En 2013, Cindy Lu a été élue 56e de Top 100 femmes sportives de l'Australie de tous les temps.

## Vie privée
Cindy est en couple avec Rodney, un surf australien et ils ont ensemble deux enfants: Tara et Lily.

## Palmarès

### Deaflympics
- Deaflympics d'été de 1977
  -  Médaille de bronze sur l'épreuve du 4×100 m relais 4 nages.

- Deaflympics d'été de 1981
  -  Médaille d’or sur l'épreuve du 100 m brasse.
  -  Médaille d’or sur l'épreuve du 200 m brasse.
  -  Médaille d’argent sur l'épreuve du 400 m nage libre.
  -  Médaille d’argent sur l'épreuve du 4 × 100 m relais libre.
  -  Médaille d’argent sur l'épreuve du 4 × 100 m relais 4 nages.
  -  Médaille de bronze sur l'épreuve du 200 m nage libre.

- Deaflympics d'été de 1985
  -  Médaille d’or sur l'épreuve du 100 m brasse.
  -  Médaille d’or sur l'épreuve du 200 m brasse.
  -  Médaille d’or sur l'épreuve du 200 m nage libre.
  -  Médaille d’or sur l'épreuve du 200 m 4 nages.
  -  Médaille d’or sur l'épreuve du 400 m 4 nages.

- Deaflympics d'été de 1989
  -  Médaille d’or sur l'épreuve du 100 m brasse.
  -  Médaille d’or sur l'épreuve du 200 m brasse.
  -  Médaille d’or sur l'épreuve du 200 m nage libre.
  -  Médaille d’or sur l'épreuve du 400 m nage libre.
  -  Médaille d’or sur l'épreuve du 800 m nage libre.
  -  Médaille d’or sur l'épreuve du 200 m 4 nages.
  -  Médaille d’argent sur l'épreuve du 400 m 4 nages.
  -  Médaille de bronze sur l'épreuve du 50 m nage libre.
  -  Médaille de bronze sur l'épreuve du 4 × 100 m relais 4 nages.

- Deaflympics d'été de 1993
  -  Médaille d’or sur l'épreuve du 100 m brasse.
  -  Médaille d’or sur l'épreuve du 200 m brasse.

- Deaflympics d'été de 1997
  -  Médaille d’or sur l'épreuve du 100 m brasse.
  -  Médaille d’or sur l'épreuve du 200 m brasse.
  -  Médaille d’or sur l'épreuve du 4 × 100 m relais 4 nages.
  -  Médaille d’argent sur l'épreuve du 200 m 4 nages.
  -  Médaille de bronze sur l'épreuve du 4 × 100 m relais nage libre.

## Distinctions
- Ordre d'Australie en 1985[5]